# Erdewan Zaxoyî

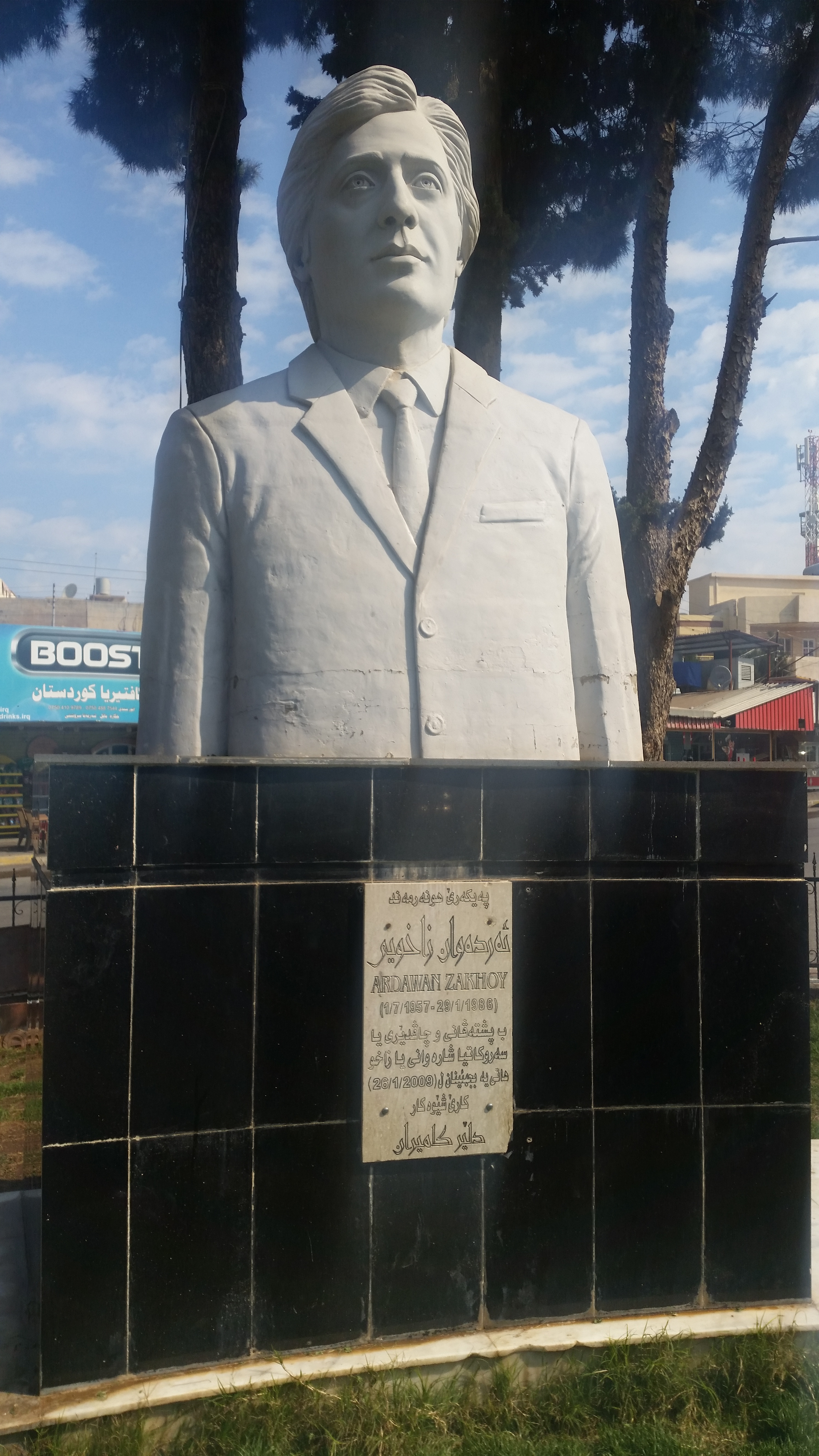
Statue von Erdewan Zaxoyî in Zaxo

Erdewan Zaxoyî (* 1957 in Zaxo als Erdewan Elî; † Januar 1986) war ein kurdischer Komponist, Sänger und Musiker. Er gilt als einer der bedeutendsten kurdischen Sänger, die gegen die Unterdrückung der Kurden durch das Regime von Saddam Hussein gekämpft haben.

## Leben und Werk
Erdewan Zaxoyî wurde 1957 als Erdewan Elî in Zaxo (Kurdistan, Irak) geboren. Er war eines von insgesamt sechs Kindern und wuchs in der Heimatstadt auf und verbrachte auch dort seine Jugend. Im Jahr 1978 veröffentlichte er seine erste aufgenommene Kassette, auf der er in Kurdisch politische Texte sang, obwohl es zu dieser Zeit verboten war. Später unterstützte er heimlich die kurdischen Peshmerga-Soldaten mit seinen Liedern und Volksgesängen, wie zum Beispiel mit Peşmergekê çelengêm.
In seinen Liedern ging es überwiegend um Gerechtigkeit und Freiheit. Auch über seine Heimatstadt Zaxo und Kurdistan verfasste er Lieder.
Im Jahr 1982 floh er aufgrund von Verfolgung durch das Regime Saddam Husseins in die kurdische Region des Iran. Er lebte dort bis Ende 1985 und verfasste weitere Lieder. Der Inhalt dieser waren neben der Heimatliebe, sein Heimweh und die Sehnsucht nach seiner Familie, insbesondere seiner Mutter, der er auch die gesamten aufgenommenen Kassetten zukommen ließ.
Im Januar 1986 kehrte er schließlich zurück und wurde Medienberichten zufolge im selben Jahr bei einem Konzert für die in Bagdad lebenden Kurden von Agenten des Geheimdiensts des Iraks verschleppt und vermutlich ermordet.
Nach seinem Verschwinden wurde in Zaxo ein Denkmal für ihn errichtet. Es befindet sich in der Nähe der historischen Delal-Brücke, die er in seinen Texten oft erwähnte. Des Weiteren wurde im Februar 2006 eine Feier zum Gedenken an ihn und Eyaz Zaxoyi, einen ebenfalls bekannten Sänger, in Duhok ausgerichtet. Bei dieser Feier hielt der damalige Gouverneur von Dahuk, Tamar Kuchar, eine Rede über das Leben und die Werke der beiden Künstler.
Seine Frau und seine Kinder leben heute in Schweden.

## Diskografie
- 1978: Hewar 100 hewar
- 1978: Dorêt Zaxo perî dirûnin
- 1978: Zalim Ewan
- 1978: Zaxo Şeng û Şirînê
- 1979: Xozîka mîn zanîba
- 1979: Xatira di xwazî
- 1979: Ez çî pisyarbikim
- 1979: Zaxoka rengîn
- 1980: Dayika Kurdistan
- 1980: Xwedê gelek derdanê
- 1981: Bîrindaro bilbilo
- 1981: Ne carek hizar caran
- 1981: Ezê herim
- 1981: Silava me bikin
- 1982: Birîndarim
- 1983: Lêlê dayikê
- 1983: Bîhara Kûrdistanê
- 1983: Dîjmin ji warê me here
- 1983: Peşmergekê çelengim
- 1984: Urmiyê Urmiyê
- 1984: Hey lolo
- 1985: Çuxkê hingo
- 1985: Ormiyê Ormiyê
- 1985: Delala min Zaxoyê
- 1986: Rabe me bi revîne
- 1986: Erê dayikê
- 1986: Babo bira xurtiyê nekin